# Arthroleptis zimmeri
Arthroleptis zimmeri е вид земноводно от семейство Arthroleptidae.

## Разпространение
Видът е разпространен в Гана.